# Жене у Народноослободилачкој борби
Током Народноослободилачке борбе народа Југославије од јула 1941. до маја 1945. године у редовима Народноослободилачке војске и партизанских одереда Југославије борило се преко 100.000 жена, од којих је око 25.000 погинуло. Поред њих, велики број жена учествовао је у раду у позадини, а посебно масовно учешће жена забележено је у устанички крајевима. Под руководством Комунистичке партије Југославије током Народноослободилачке борбе осниване су организације жена које су биле различите јер су услови били другачији у појединим крајевима Југославије, али су циљеви свима били исти - ослобођење жена од окупатора, али и од њене зависности и неравноправног положаја у друштву.
Жене су се масовно укључивале у Народноослободилачки покрет - као делегати, политички комесари, командири и команданти, референти санитета, болничарке, борци, пушкомитраљесци, бомбаши, партијски и скојевски руководиоци и одборници Народноослободилачких одбора. КПЈ је и у предратном периоду настојала да жене укључи у револуционарни покрет, али посебних женских организација није било. У почетку рата оснивани су месни, општински и градски одбори жена, а после великих успега постигнутих у борби током 1941. и 1942. године, дошло је до стварања посебне женске организације - Антифашистичког фронта жена Југославије основаног 6. децембра 1942. године у Босанском Петровцу.
Од око 40.000 жена, колико је рањено током рата, преко 3.000 су постали тешки инвалиди. За народне хероје проглашена је 91 жена, а њих 3.344 добило је Партизанску споменицу 1941. Више од 2.000 жена постале су официри Југословенске армије. Од око 1.700.000 Југословена, колико је страдало током Другог светског рата, око 620.000 су жене, а само у логорима их је убијено више од 282.000.

## Предратна активност жена
Непосредно пред почетак Другог светског рата појачана је, под руководством Комунистичке партије Југославије, политичка активност жена, марочито после образовања Народног фронта Југославије 1936. године. Исте године у акцији „За мир и слободу“ сакупљено је 600.000 потписа жена, а наредних година жене су масовно учествовале у демонстрацијама широм земље против растуће фашистичке опасности - поводом Аншлуса Аустрије, Минхенског споразума, судетске кризе и др. Шеснаест жена из Југославије учествовало је у Шпанском грађанском рату од 1936. до 1939. године.
На Петој земаљској конференцији Комунистичке партије Југославије, одржаној од 19. до 23. октобра 1940. године у Дубрави код Загреба, Вида Томшич одржала је реферат „О раду међу женама“. На конференцији је изабран и нови Централни комитет КПЈ у који су укључене две жене - Спасенија Цана Бабовић и Вида Томшич.

## Активност жена у рату
После окупације Краљевине Југославије, априла 1941. године и организовања Народноослободилачког покрета Југославије, приступило се образовању одбора активисткиња НОП-а за прикупљање хране, одеће, обуће, санитетског материјала, затим за бригу о рањеницима, деци и изнемоглим људима, за мобилизацију болничарки у санитетску службу, одржавање курирских веза, обавештајне службе и др.
Ови одбори су се већу току лета и јесени 1941. године почели називати одборима Антифашистичког фронта жена и међусобно су били организационо повезани. У ослобођеном Дрвару је 21. августа 1941. године одржана скупштина жена и женске омладине, на којој су били размотрени задаци жена у вези са учешћем у Народноослободилачкој борби и пружањем помоћи партизанским јединицама и организовањем жена на територијалном принципу.
У исто време, 20. августа 1941. године, Покрајински комитет КПЈ за Србију указивао је Окружним комитетима на могућност и разноврсне облике ангажовања жена у партизанским јединицама, санитетској служби и сл.
После саветовања Главног штаба НОПОЈ-а у Столицама, код Крупња, одржаног 26. септембра 1941. године, развио се још интензивнији рад на организовању и окупљању жена у Народноослободилачки покрет. У устаничким подручјима Хрватске, до тада су већ били организовани сеоски и општински, а негде и срески одбори Антифашистичког фронта жена. Почетком децембра 1941. године образовани су и први иницијативни одбори АФЖ за Лику и Кордун који су почели с радом крајем јануара 1942. године. Окружна конференција АФЖ-а за јужну Далмацију одржана је 9. августа 1942. године код Градца, а Окружна конференција АФЖ за округ Карловац 25. августа Горњем Будачком код Војнића. Оснивачки одбор АФЖ за источну Босну одржан је 22. фебруара 1942. године у Фочи, па је затим уследило формирање сеоских одбора и општинских повереништава АФЖ у том крају. У Словенији је у лето 1941. године Ослободилаком фронту Словеније приступио „Савез сеоских младића и девојака“ (словен. Zveza kmečkih fantov in deklet), масовна организација сеоске омладине, чији су многи чланови касније ушли у састав Савеза комунистичке омладине Југославије, док су девојке и жене, у оквиру Ослободилачког фронта, организоване у одборе Словенског антифашситичког савеза жена (словен. Slovenska protivfašistična ženska zveza - SPŽZ), који су формирани до краја 1941. године, упоредо са месним, рејонским и среским одборима ОФ. У Црној Гори, Македонији и Србији у то време нису била формирана виша руководства, али је на терену постојала широка мрежа основних одбора Антифашистичког фронта жена.
На Првој земаљској конференцији Антифашистичког фронта жена Југославије, одржаној од 5. до 8. децембра 1942. године у Босанском Петровцу у присуству 166 делегата из свих крајева Југославије (изузев Словеније и Македоније), јединица НОВ и ПОЈ и војнопозадинских органа власти - изабран је Централни одбор АФЖ Југославије од 20 чланова који је обједињавао рад покрајинских руководстава АФЖ; за председницу АФЖ изабрана је Ката Пејновић.

## Жене народни хероји и истакнуте личности НОП-а

### Босна и Херцеговина
- Перса Босанац
- Милка Боснић
- Марија Бурсаћ
- Рада Врањешевић
- Равијојла Јанковић
- Душанка Ковачевић
- Радојка Лакић
- Вахида Маглајлић
- Даница Матерић
- Мира Морача
- Роза Папо
- Лепа Перовић
- Драгица Правица
- Лепа Радић
- Олга Хумо

### Македонија
- Вера Ацева
- Магдалена Антова
- Вера Јоцић
- Елпида Караманди
- Фана Кочовска
- Веселинка Малинска
- Мара Нацева
- Овадија Естреја Мара
- Невена Георгиева

### Словенија
- Фрања Бојц-Бидовец
- Мајда Врховник
- Резека Драгар
- Марија Дракслар
- Лизика Јанчар Мајда
- Пепца Кардељ
- Милка Керин Похорска
- Зденка Кидрич
- Данила Кумар
- Антонија Куцлар
- Мира Светина
- Вида Томшич
- Тончка Чеч Олга
- Лидија Шентјурц
- Мајда Шилц
- Мица Шландер

### Србија
- Цана Бабовић
- Гроздана Белић-Пенезић
- Саша Божовић
- Вера Благојевић
- Србијанка Букумировић
- Кика Дамњановић
- Ђука Динић
- Милка Минић
- Митра Митровић
- Даворјанка Пауновић
- Јованка Радаковић
- Даринка Радовић
- Бранка Савић
- Лепа Стамнековић
- Боса Цветић
- Милица Шуваковић

### Војводина
- Милка Агбаба Црна
- Јудита Аларгић
- Станка Веселинов
- Соња Маринковић
- Зага Маливук
- Анка Матић Грозда
- Вера Мишчевић
- Љубица Одаџић
- Беба Петров
- Олга Петров
- Анђа Ранковић
- Ида Сабо

### Косово и Метохија
- Дара Драгишић
- Катарина Патрногић
- Јованка Радивојевић
- Силвира Томазина

### Хрватска
- Рајка Баковић
- Олга Бан
- Анка Берус
- Јованка Броз
- Анка Буторац
- Марија Видовић
- Нада Димић
- Ката Думбовић
- Љубица Геровац
- Миланка Кљајић
- Ирена Колесар
- Драгица Кончар
- Слава Огризовић
- Анка Пађен
- Ката Пејновић
- Марија Шољан Бакарић

### Црна Гора
- Јагода Богићевић
- Ђина Врбица
- Милица Вучинић
- Лидија Јовановић
- Миљуша Јовановић
- Јелица Машковић
- Вукица Митровић
- Вукосава Мићуновић
- Добрила Ојданић
- Љубица Поповић
- Стана Томашевић
- Јелена Ћетковић

## Епилог
Од 1941. до 1945. у редовима Народноослободилачке војске:
- Борило се око 110.000 жена, од којих је 25.000 погинуло, 40.000 рањено, док је 3.000 остало потпуно неспособно за рад.
- Око 2.000 жена постале су официрке током НОБ.
- Партизанску споменицу 1941. године добиле су 3.344 жене.
- Орденом народног хероја одликована је 91 жена. Од овог броја њих 73 је погинуло током рата, док је само њих 17 одликовано за живота.[12]

Од око 1.700.000 жртава које је Југославија поднела током Другог светског рата, 620.000 су биле жене.
У нацистичке Немачке у Србији, Југославији и Европи убијено је више од 282.000 жена, са простора Југославије.